# Åke Gustafsson (handbollsspelare)
Åke Gunnar Sigvard Gustafsson född den 18 juli 1913, död  den 17 juli 1991  i Sankt Pauli Göteborg, var en svensk handbollsspelare. Han spelade dessutom fotboll i 17 år för Majornas fotbollslag.

## Karriär[3]
Åke Gustafsson tillhörde de ursprungliga spelarna i Majornas IK handbollslag från 1931 och spelade till 1945. Han spelade center (mittsexa) och var med Majornas framgångsresa med  sex SM-guld. Han slutade spela 1945. 1946 tillhörde han alltså inte guldvinnarna. Däremot var han med om att vinna allsvenska serien alla sex gångerna som Majorna vann. 1945 slutade han som spelare och började som tränare. Åke Gustafsson anses ha skapat den "harpuntaktiken" i Majorna. Man lät en spelare stanna i anfall för att snabbt kunna ställa denna spelare fri vid bollvinst i försvaret, en primitiv kontringstaktik.

## Landslagskarriär
Under åren 1940 till 1944, alltså mitt under kriget spelade Gustafsson 7 landskamper och två pressmatcher som gav poäng. Landslagsdebut mot Danmark i Göteborg då Sverige vann med 22-10 och Åke Gustafsson bidrog med ett mål. Han blev Stor grabb  1946. Sista  landskampen var en pressmatch där Åke Gustafsson representerade presslaget som vann med 14-6.  Det var inte så konstigt för i presslaget spelade Schwerin, Hjortsberg och Thorén med flera landslagsspelare. Alla Åke Gustafssons landskamperna spelades inomhus. På de 9 matcherna gjorde han 10 mål.

## Meriter
- 6 SM-guld med Majornas IK 1935,1940, 1942,1943,1944 och 1945.

### Fotnoter
1. ↑  ”Åke Gustafsson”. Svenska Gravar. Arkiverad från originalet den 14 oktober 2019. https://web.archive.org/web/20191014161946/https://www.svenskagravar.se/gravsatt/66563000. Läst 14 oktober 2019.
2. ↑  Sveriges dödbok 1860.2017 Sveriges släktforskarförbund
3. ↑  Lyberg, Wolf (1953). Boken om Handboll. sid. Personalia sid 67. Läst 14 oktober 2019
4. ↑  ”Stora grabbar”. Svensk handboll. Arkiverad från originalet den 11 oktober 2019. https://web.archive.org/web/20191011133512/http://www.svenskhandboll.se/ImageVaultFiles/id_2952/cf_31/Elit_Herrar_Stora_Grabbar.PDF. Läst 14 oktober 2019.
5. ↑   Boken om handboll. 1953. sid. 199